# 第3独立戦車旅団 (ウクライナ陸軍)
第3独立戦車旅団（だい3どくりつせんしゃりょだん、ウクライナ語: 3-тя окрема танкова бригада、略称：3 ОТБр）は、ウクライナ陸軍の旅団。第16軍団隷下。

## 概要

### ドンバス戦争

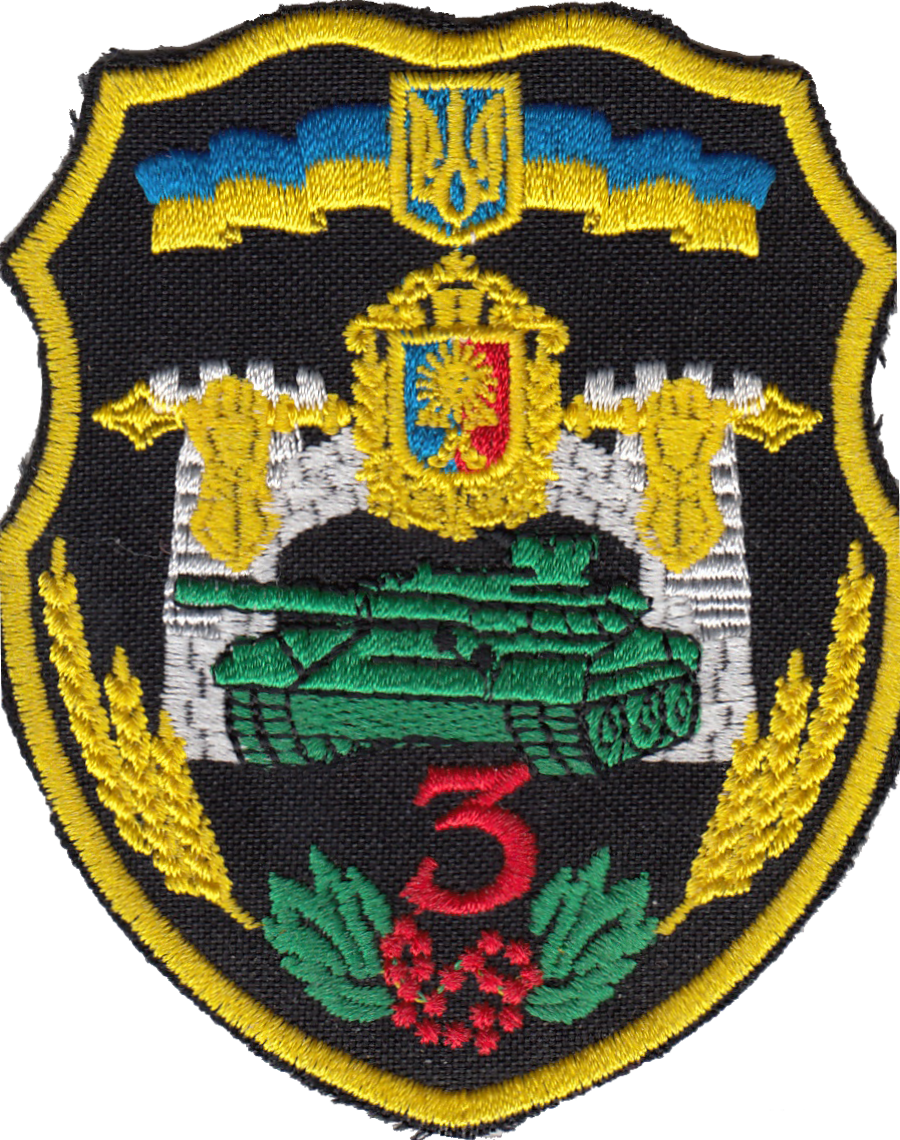
第3独立戦車旅団旧部隊章

2016年1月1日、ドンバス戦争の影響に伴い、第9独立戦車大隊、第10独立戦車大隊、第11独立戦車大隊を基幹に予備軍団（予備役）の戦車部隊として創設された。

### ロシアのウクライナ侵攻
2022年2月24日からのロシアのウクライナ侵攻では、旅団本部のみ維持されていたため、兵員を動員兵で充足して4日で再編された。2月下旬から兵力を二分して北部キーウ州ファスティウ地区、南部ザポリージャ州ザポリージャに配置され、友軍を火力支援した。

#### 北東部・イジューム戦線
2022年3月中旬、北東部ハルキウ州イジューム地区に再配置され、イジューム守備隊を火力支援したが4月に陥落した。

#### 東部・北ドネツク戦線
2022年7月下旬、東部ドネツィク州クラマトルシク地区に再配置され、スラヴャンスクを防衛した。
2022年8月24日、ウォロディミル・ゼレンスキー大統領から、名誉称号「鉄」を授与された。

#### 北東部・イジューム戦線
2022年7月下旬、第10独立戦車大隊が北東部ハルキウ州イジューム地区に再配置され、バラクリヤ・フロマーダを防衛した。9月上旬には全隊が再配置されて第71独立猟兵旅団を火力支援し、ハルキウ州の大部分を解放した。

#### 東部・スヴァトヴェ-クレミンナ戦線
2024年2月、北東部ハルキウ州クプヤンシク地区に再配置され、クプヤンシク守備隊を火力支援している。

## 編制
2024年時点での編制は以下のとおりとなる。
- 旅団本部（ヤルモリンツィ）
- 第1戦車大隊
- 第2戦車大隊
- 第11独立戦車大隊（ノヴォフラード＝ヴォリンスキー）
- 機械化大隊
- 第1小銃大隊
- 旅団砲兵群
- 防空大隊
- 工兵大隊
- 整備大隊
- 修理修復大隊
- 兵站大隊
- 偵察中隊
- 通信中隊
- レーダー中隊
- CBRN防護中隊
- 衛生中隊

## 主要装備
第3独立戦車旅団の主要装備は以下のとおりとなる。
- T-72AV/B
- T-72AMT
- T-84/T-84U
- 2S1
- 2S3
- BMP-1
- ブリュッケンレーゲパンツァー・ビーバー（ドイツ語版）

## ギャラリー

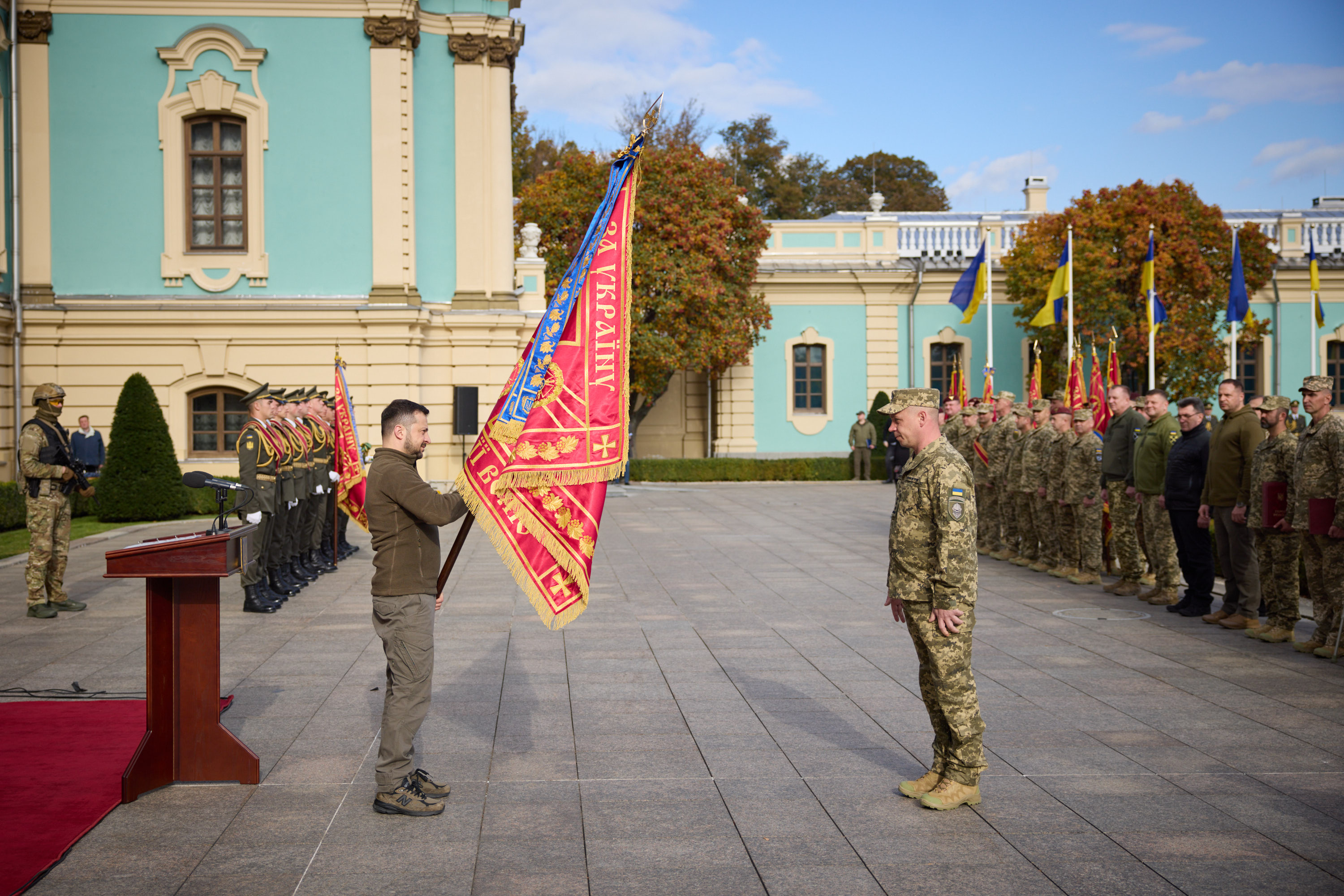
ウクライナの守護者の日における名誉称号授与式（2022年）
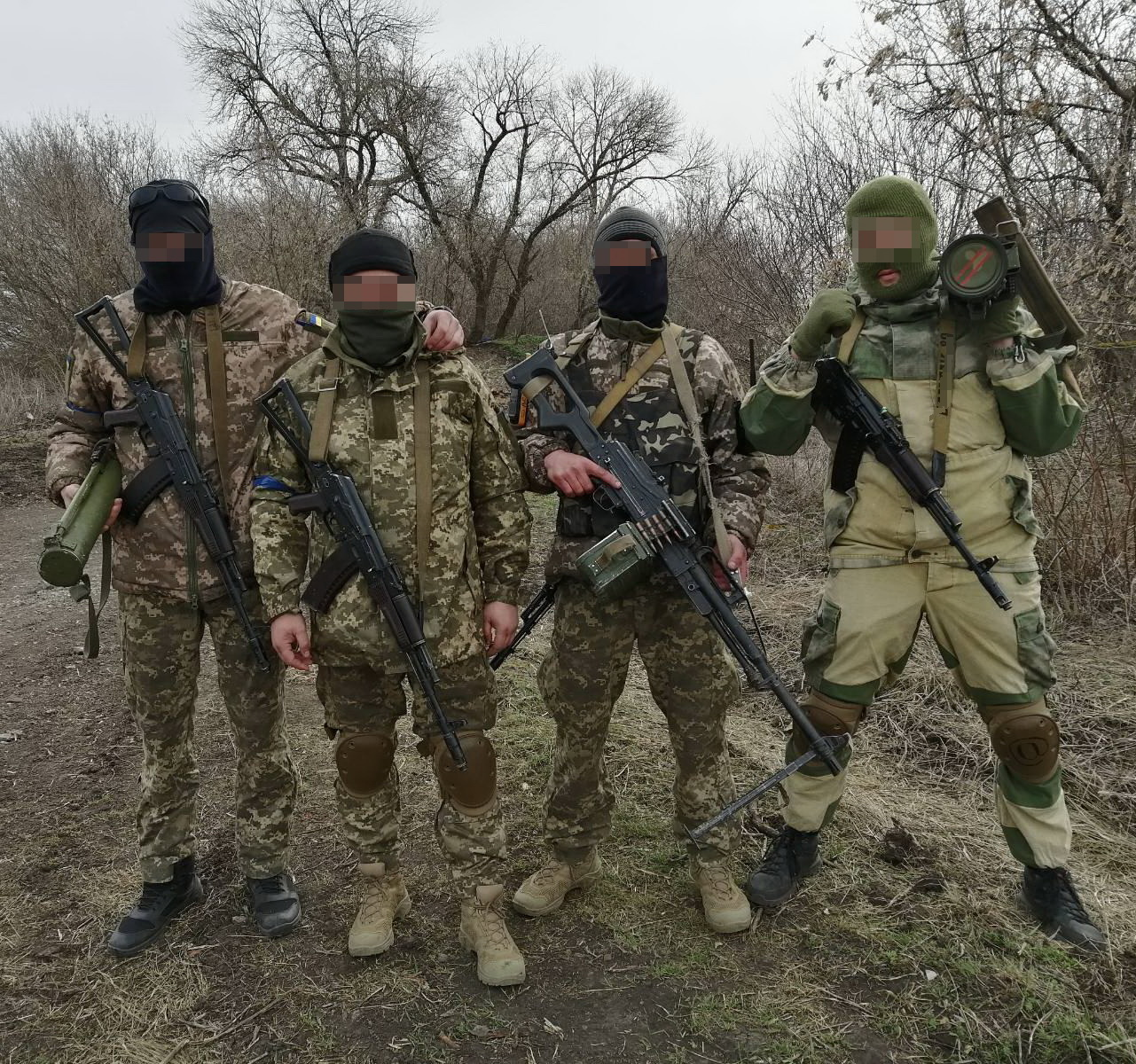
第3独立戦車旅団の兵士たち
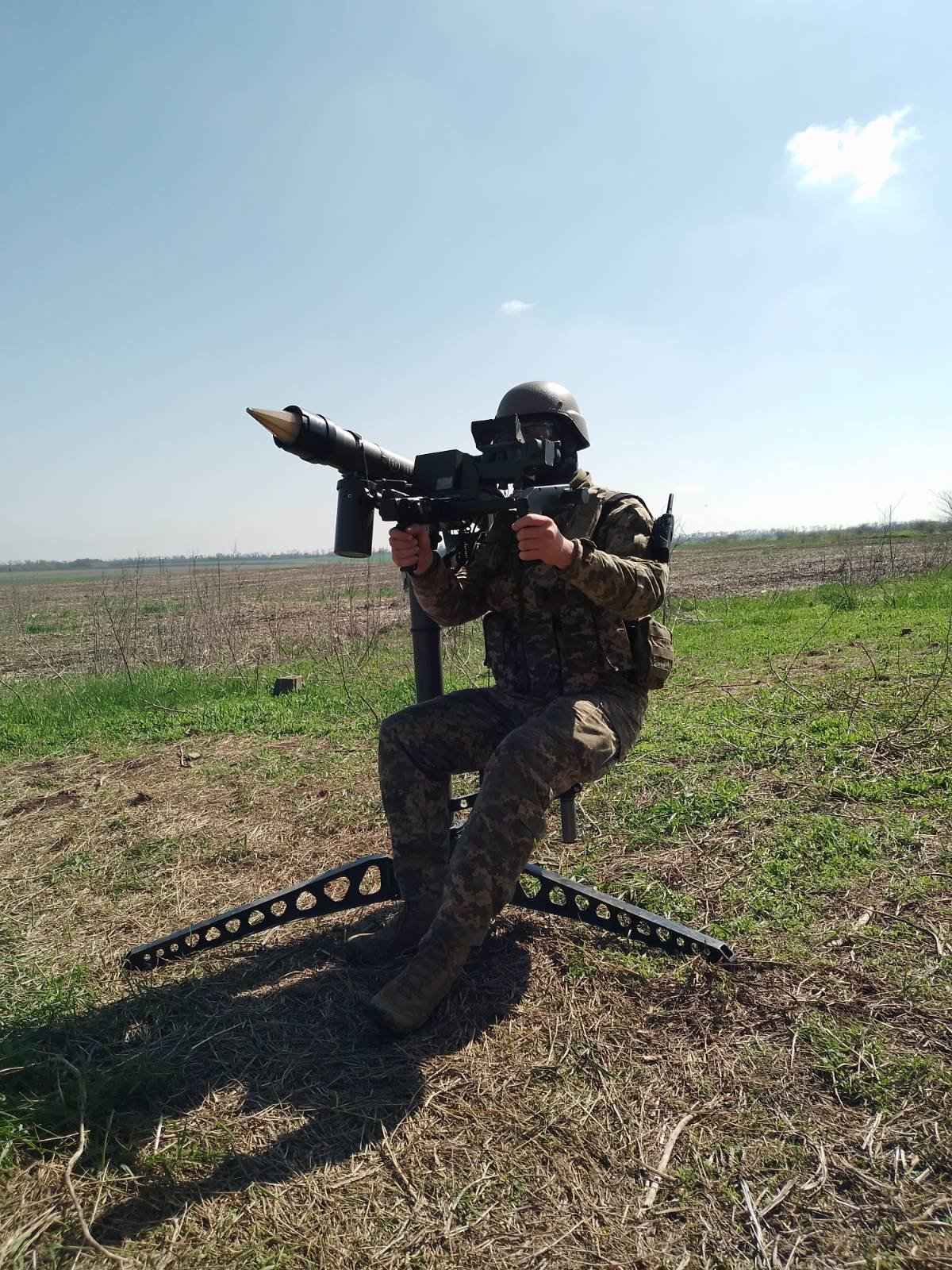
ミストラル地対空ミストラルを構える兵士